# Lesięcinek
Lesięcinek – osada leśna w Polsce położona w województwie zachodniopomorskim, w powiecie łobeskim, w gminie Węgorzyno.
W latach 1975–1998 leśniczówka administracyjnie należała do województwa szczecińskiego.